# Christian Pawlak
Christian Bogumil Pawlak (* 12. September 1979 in Kętrzyn, Polen) ist ein deutscher Profiboxer und Boxtrainer. Er ist amtierender GBC-Weltmeister im Halbschwergewicht. Außerdem ist er in der Gewichtsklasse Supermittelgewicht ehemaliger BDB-Deutscher Champion, GBU-Interconti-Champion, WBCA-Champion und WBU-Weltmeister. Weitere seiner Titel sind ehemaliger UBO-Weltmeister und WBF-Weltmeister im Halbschwergewicht und ehemaliger GBC-Weltmeister im Cruisergewicht. Christian Pawlak lebt in der ostwestfälischen Stadt Espelkamp in Nordrhein-Westfalen.

## Amateurkarriere
Pawlak wechselte im Alter von 15 Jahren von Kampfsportarten wie Karate und Taekwondo zum Boxsport. Er trainierte im Box-Club Espelkamp (BCE) und im Box-Club Minden. In seiner Amateurlaufbahn im Mittelgewicht gewann der Linksausleger 92 seiner 112 Kämpfe, darunter neun Unentschieden und elf Niederlagen.

## Profikarriere
Sein Debüt als Profiboxer fand am 31. März 2006 in Potsdam statt, wo Pawlak den Rumänen Florin Duta in der dritten Runde durch technischen K. o. besiegte. 2007 wurde Pawlak von dem Boxstall „Rockys Gym“ in Duisburg von Graciano Rocchigiani unter Vertrag genommen. Rocchigiani, der am 1. Oktober 2018 starb, war nicht nur Trainer und Mentor für Pawlak, sondern auch Vorbild und Freund. Am 16. Mai 2008 gewann Pawlak den auf zehn Runden angesetzten Kampf gegen Mirko Kern in der Ballhaus Arena von Aschersleben (Sachsen-Anhalt) durch K. o. in der vierten Runde. Damit wurde er nach seinem elften Profikampf Deutscher Meister im Supermittelgewicht des Bundes Deutscher Berufsboxer (BDB) – erster und einziger Titelträger des mittlerweile aufgelösten Boxstalls von Graciano Rocchigiani.
2014 wurde er Intercontinental-Champion des Boxverbandes WBCA und GBU-Champion bei der Fight Night in der Merkur Arena in Lübbecke (Nordrhein-Westfalen). Ohne einen großen Boxstall hinter sich zu haben, bestritt er seine weiteren Profikämpfe selber. Am 12. Mai 2015 siegte er durch K. o. in der vierten Runde gegen Toni Thes und holte sich seinen ersten Weltmeistertitel des Weltverbandes WBU in der Rattenfänger-Halle in Hameln vor 1.000 Zuschauern. Seinen WBU-Weltmeistergürtel verteidigte Pawlak am 30. April 2016 durch technischen K. o. in der dritten Runde gegen Baker Barakat in der Kampa-Halle in Minden. Die zweite Verteidigung seines WBU-Gürtels, erneut gegen Baker Barakat, im Dezember 2016 wurde wegen eines Streits um die Handschuhe während der Veranstaltung abgesagt. Der amtierende Weltmeister hatte nach internationalem Recht davon Gebrauch gemacht, eigene Handschuhe zu wählen. Barakat hatte auf einheitliche Handschuhe bestanden und zudem mit 81,9 Kilogramm das vorgeschriebene Kampfgewicht von 76,2 Kilogramm im Supermittelgewicht überschritten.
Am 17. Juni 2017 organisierte Pawlak den ersten Weltmeisterschaftskampf in seiner Heimatstadt Espelkamp. Im Bürgerhaus besiegte er Ziso Poulitsa nach zwölf Runden durch technischen K. o. und verteidigte erneut seinen WBU-Gürtel.
Eine weitere Fight Night in Espelkamp organisierte er am 10. März 2018 und siegte nach zwölf Runden gegen den Kroaten Bosco Misic. Graciano Rocchigiani betreute Pawlak bei dem Kampf. Zu der angestrebten Kooperation mit Rocchigiani konnte es aufgrund seines überraschenden Todes am 1. Oktober 2018 nicht mehr kommen.
Am 12. September 2020, seinem 41. Geburtstag, gewann Christian Pawlak, einen Titelkampf im Black Wolves Haus in Wiesbaden und holte sich den GBK-Gürtel im Halbschwergewicht des Germanen Boxstalls Kiel (GBK) des Boxpromotors Rene Hildebrandt. Pawlak beendete den Kampf gegen Mario Lanz in der ersten Runde durch K. o.
Einen weiteren Weltmeistertitel im Profiboxen holte sich Christian Pawlak am 8. Mai 2021 in Warendorf. Er besiegte den türkischen Europameister Muhammad Oguzhan Arifogullari in der Weltmeisterschaft der UBO (Universal Boxing Organization) im Halbschwergewicht. Der Kampf, bei dem wegen der Corona-Pandemie keine Zuschauer anwesend sein durften, wurde im Live-Stream übertragen. Wegen mehrerer Fouls von UBF-Champion Arifogullari wurde der Titelkampf in der dritten von zwölf Runden beendet und Pawlak gewann den UBO-Weltmeistertitel. Arifogullari wurde disqualifiziert.
Den in seiner Profi-Karriere bedeutendsten Gürtel holte sich Pawlak in einem auf zwölf Runden angesetzten Kampf der World Boxing Federation (WBF) am 4. Dezember 2021 in Warendorf. Er besiegte Jürgen Manger in der fünften Runde durch technischen K. o. und gewann den WBF-Weltmeistertitel im Halbschwergewicht.
Am 14. Mai 2022 siegte Christian Pawlak durch K. o. in der zehnten Runde in einem Kampf um den Weltmeisterschaftsgürtel des Boxverbandes Global Boxing Council (GBC) im Halbschwergewicht. Sein Gegner war Omar Jatta aus Salzburg (Österreich), der gebürtig aus Gambia stammt. Der auf zwölf Runden angesetzte Weltmeisterschaftskampf vor rund 400 Zuschauer im Bürgerhaus Espelkamp war eine harte Auseinandersetzung der beiden Profi-Boxer auf Augenhöhe. Pawlak war auch Promoter der dritten Box-Gala in seiner Heimatstadt.
Bei der vierten Box-Gala in Espelkamp am 30. September 2023 siegte Christian Pawlak gegen Andreas Masold aus Landau. Vor rund 550 Zuschauern im Espelkamper Bürgerhaus holte sich der 44-jährige Lokalmatador einen weiteren Weltmeistertitel in seiner Profilaufbahn: den vakanten Welttitel im Cruisergewicht der GBC (Global Boxing Council). Der wesentlich jüngere Andreas Masold (23) konnte dem erfahrenen Profi nicht lange standhalten. In der dritten Runde des auf zwölf Runden angesetzten Kampfes gewann Christian Pawlak durch technischen K. o.
Christian Pawlak bestritt in seiner bisherigen Profikarriere insgesamt 53 Kämpfe, davon 44 siegreich und 31 durch K. o., bei acht Niederlagen und einem Unentschieden.
Am 9. November 2024 besiegte der 45-jährige Christian Pawlak bei der fünften Box-Gala im ausverkauften Espelkamper Bürgerhaus seinen 28 Jahre alten Gegner Lulzim Muaremi aus Bremen. Damit verbuchte Pawlak einen weiteren Erfolg in seiner Profiboxkarriere. Er holte sich nach Ende der dritten Runde in dem auf zwölf Runden angesetzten Weltmeisterschaftskampf gegen Muaremi den Weltmeistergürtel im Halbschwergewicht der GBC (Global Boxing Council). Christian Pawlak bestritt in seiner bisherigen Profikarriere insgesamt 54 Kämpfe, davon 45 siegreich und 32 durch K. o., bei acht Niederlagen und einem Unentschieden.
Bei der Box-Gala wurde auch Riza Baydilli aus dem "Gym Pawlak" Weltmeister. Er holte sich den GBC-WM-Gürtel im Schwergewicht. Pawlak und Baydilli wurden beide als Sportler des Jahres 2024 bei der Sportlerehrung des Stadtsportverbandes Espelkamp ausgezeichnet.

## Karriere als Trainer
Pawlak, von seinen Fans „Champ“ genannt, betreibt sein eigenes Sportstudio „Gym Pawlak“ in Hüllhorst (Nordrhein-Westfalen), wo er Nachwuchsboxer trainiert. Er ist Fitnesstrainer, kooperiert mit anderen Box-Clubs, wo er auch Workshops gibt, und arbeitet als Personal Trainer. Als Trainer und Coach des Boxers Riza Baydilli aus Espelkamp erreichte Pawlak seinen ersten Titel als Trainer. Am 14. Dezember 2019 wurde Riza Baydilli Deutscher Meister im Schwergewicht der GBA bei dem Kampf gegen Eric Schwartmann im „Golden Eagle Box Gym“ in Elmshorn. Am 21. November 2020 konnte Christian Pawlak einen weiteren Erfolg, seinen ersten Europameistertitel als Trainer, verbuchen. Der Profi-Boxer Riza Baydilli aus dem "Gym Pawlak" wurde Europameister im Schwergewicht des Verbandes UBF (Universal Boxing Federation). Im Gelsenkirchener "Knock-Out-Gym" besiegte er seinen Gegner Jasmin Hasic, der nach der zweiten Kampfrunde aufgab.
Als Personal Trainer des 16-jährigen Nachwuchsboxers Titus Zeibig aus Rahden-Preussisch Ströhen erreichte Christian Pawlak einen weiteren Erfolg. Titus Zeibig wurde Deutscher Vizemeister bei den Deutschen Meisterschaften der Junioren (U17) des Deutschen Boxsport-Verbandes in Wittenburg in der Gewichtsklasse über 80 Kilo am 30. April 2022. Titus Zeibig trainiert unter anderem auch im Verein SG Diepholz von 1870 e.V.
Bei der Box-Gala am 14. Mai 2022 holte Riza Baydilli aus dem "Gym Pawlak" zwei Titel im Schwergewicht, den Interkontinental-Titel der GBC (Global Boxing Council) im Schwergewicht sowie des UBO-International-Titel (Universal Boxing Organization). Er besiegt Georgios Bitzenis aus Wiesbaden in der dritten Runde durch technischen K. o.
Bei der Box-Gala am 3. September 2023 war Riza Baydilli aus dem "Gym Pawlak" erneut erfolgreich. In der zweiten Runde knockte er seinen 27-jährigen Gegner Enes Kirmizitoprak aus Mainz aus. Riza Baydilli verteidigte damit den GBC-Interkontinental-Schwergewichtstitel und gewann den vakanten UBO-Schwergewichtstitel. Riza Baydilli war auch der Promoter der Box-Gala in Espelkamp.
Bei der Box-Gala am 9. November 2024 wurde Riza Baydilli aus Pawlaks Boxstall Weltmeister im Schwergewicht der GBC. Den bisher größten Erfolg seiner Karriere erreichte der Espelkamper im Weltmeisterschaftskampf gegen Alen Lauriolle aus Wiesbaden in der vierten Runde. Auch der Osnabrücker Rocky Zander aus dem "Gym Pawlak" fuhr einen Sieg ein. Er gewann den GBA-International-Cruiser-Titel.

## Soziales Engagement
Pawlak setzt sich für Kinder und Jugendliche ein, um sie für das Boxen zu begeistern und ihnen durch diesen Sport Selbstsicherheit zu geben. In Kindergärten und Schulen gibt er Fitness-Box-Kurse. In der Justizvollzugsanstalt Herford trainierte er ehrenamtlich mit jugendlichen Straftätern. Es geht ihm darum, den jungen Menschen durch Sport eine bessere Körperkontrolle zu vermitteln und ihnen eine neue Lebensperspektive aufzuzeigen.